# 펌핑 아이언
《펌핑 아이언》(영어: Pumping Iron)은 1977년 개봉한 미국의 다큐드라마 영화이다. 1975년 국제 보디빌딩 피트니스 연맹(IFBB) 미스터 유니버스 대회와 1975년 미스터 올림피아 대회를 중심으로 프로 보디빌딩 세계를 조명하였다.
영화 제작 과정에서 예산 부족으로 어려움을 겪었지만, 아널드 슈워제네거를 비롯한 여러 보디빌더들이 자금 조달을 도왔다. 영화는 슈워제네거를 스타로 만들고 보디빌딩 문화 대중화에 기여하며 1980년대 피트니스 열풍을 불러일으키는 데 큰 영향을 미쳤다.
1985년 여성 보디빌더들을 다룬 속편 《펌핑 아이언 2》(en:Pumping Iron II: The Women)가 개봉하였다.

## 줄거리
1975년, 남아프리카 공화국 프리토리아에서 열릴 미스터 유니버스 아마추어 대회와 미스터 올림피아 프로 대회를 앞두고 보디빌더들의 이야기가 펼쳐진다. 영화는 먼저 미스터 유니버스 타이틀을 노리는 마이크 캐츠의 삶을 조명한다. 유년 시절 따돌림을 당했던 캐츠는 프로 풋볼 선수로 활동했지만 부상으로 은퇴 후 보디빌더로 전향한다. 대회 직전, 경쟁자인 켄 월러의 장난으로 캐츠는 심리적인 불안감을 느끼고 결국 4위에 그친다. 캐츠는 좌절하지 않고 가족에게 안부를 전하며 월러를 축하해준다.
이후 영화는 미스터 올림피아 타이틀을 놓고 경쟁하는 아널드 슈워제네거와 루 퍼리그노의 라이벌 구도를 중심으로 전개된다. 5년 연속 미스터 올림피아 우승자인 슈워제네거는 이번 대회를 마지막으로 은퇴하려 하고, 거대한 체격의 퍼리그노는 슈워제네거를 꺾고 새로운 챔피언이 되기를 갈망한다. 영화는 두 사람의 극명한 대비를 보여준다. 외향적이고 공격적인 슈워제네거는 여러 보디빌더와 함께 훈련하는 반면, 조용하고 내성적인 퍼리그노는 아버지와 함께 어두운 지하실에서 훈련한다. 슈워제네거는 항상 많은 사람들에게 둘러싸여 있지만, 퍼리그노는 가족들과 시간을 보낸다.
슈워제네거는 보디빌딩의 기본 원칙을 설명하는 동시에 경쟁에서 심리전의 중요성을 강조한다. 또한 영화는 슈워제네거의 훈련 파트너이자 미스터 올림피아 200파운드 이하 체급 우승 후보인 프랑코 콜룸부의 이야기도 다룬다. 콜룸부는 고향 마을에 방문하여 가족들과 시간을 보내며, 자신의 힘을 과시하기도 한다.
남아프리카에서 슈워제네거는 퍼리그노에게 심리전을 펼치며, 그를 친구처럼 대하다가 은근히 모욕적인 말을 던진다. 슈워제네거는 200 파운드 이하 체급 심사를 보면서 콜룸부를 농담조로 평가하지만, 에드 코니의 등장에 감탄하며 그의 뛰어난 몸매와 포즈 실력을 칭찬한다. 결국 콜룸부는 200 파운드 이하 체급에서 우승하고, 슈워제네거와 함께 미스터 올림피아 타이틀을 놓고 경쟁하게 된다.
200 파운드 이상 체급 경기에서 슈워제네거는 마지막 순간까지 퍼리그노를 압박하며, 퍼리그노는 무대에서 불안한 모습을 보인다. 결국 슈워제네거가 우승하고, 퍼리그노는 3위에 머문다. 슈워제네거와 콜룸부는 미스터 올림피아 타이틀을 놓고 포즈 대결을 벌인다. 슈워제네거는 무대 장악력과 압도적인 카리스마로 콜룸부를 제압하며 최종 우승을 차지하고, 보디빌딩 은퇴를 선언한다. 대회 후 슈워제네거는 우승을 축하하며 동료들과 함께 즐거운 시간을 보내고, 퍼리그노의 생일을 축하해준다. 마지막 장면에서는 슈워제네거와 퍼리그노, 퍼리그노의 부모님이 함께 공항으로 향하며 영화는 막을 내린다.

## 출연
- 아널드 슈워제네거
- 루 퍼리그노
- 마이크 캐츠
- 프랑코 콜룸부
- 에드 코니
- 켄 월러
- 버드 코트 (장면 삭제)